# 141P/Machholz 2-A
141P/Machholz 2-A, komet Jupiterove obitelji, objekt blizu Zemlji. 